# دييغو كينتانا
دييغو كينتانا (بالإسبانية: Diego Quintana)‏ (24 أبريل 1978 في الأرجنتين - ) هو لاعب كرة قدم أرجنتيني في مركز الوسط. شارك مع منتخب الأرجنتين تحت 20 سنة لكرة القدم ومنتخب الأرجنتين تحت 23 سنة لكرة القدم. أما مع النوادي، فقد لعب مع انيستتوتو وبرشلونة جواياكويل وريال مورسيا وسكودا زانثي ونيولز أولد بويز.

## وصلات خارجية
- دييغو كينتانا على موقع قاعدة بيانات كرة القدم.إي يو (الإنجليزية)
- دييغو كينتانا على موقع Soccerway.com (الإنجليزية)